# Pedro González Manso
Pedro González Manso (Oña o Canillas de Río Tuerto (obispado de Calahorra), ? - Osma, 12 de febrero de 1539) fue un eclesiástico español, obispo de las diócesis de Guadix, Tuy, Badajoz y Osma, miembro del Consejo de la Suprema Inquisición y presidente de la Chancillería de Valladolid.
Monje benedictino, fue formado en el Convento del Salvador de Oña junto a su tío, fray Juan Manso. Por mediación del cardenal Pedro González de Mendoza accedió a una beca en el Colegio de Santa Cruz de Valladolid, donde pareció destacar por sus cualidades académicas, contando con el soporte del Gran Cardenal e impulsando su trayectoria profesional. Así, en 1499 accedía como rector de la Universidad de Valladolid, tras haberse licenciado y doctorado en Cánones. En 1500 el rey Fernando el Católico lo propone como miembro del Consejo de la Inquisición, del que pasa a formar parte como doctor y más tarde como presidente. 
Su carrera eclesiástica corrió paralela a su promoción civil, obteniendo la mitra de Guadix en 1523 para pasar, un año más tarde a la de Tuy y de ahí a la de Badajoz y, finalmente, a la de Osma, la que ocupó hasta su muerte. En 1534, consigue de manos del emperador el nombramiento como presidente de la Real Audiencia y Chancillería de Valladolid, cargo que ostentó hasta su renuncia en 1538; momento en el cual decidió retirarse de la vida pública, pues moriría tan sólo un año más tarde.
Tras ser enterrado en la Catedral de Osma, sus restos fueron trasladados al convento del Salvador de Oña, donde fue enterrado en el Claustro de Caballeros, en un panteón que él mismo costeó y que encargó, en 1534, al escultor Felipe Bigarny.
| Predecesor: Diego García de Quijada    | Obispo de Guadix 1522 - 1524  | Sucesor: Gaspar Ávalos de la Cueva |
| Predecesor: Pedro Gómez Sarmiento      | Obispo de Tuy 1524 - 1526     | Sucesor: Diego de Avellaneda       |
| Predecesor: Pedro Gómez Sarmiento      | Obispo de Badajoz 1526 - 1532 | Sucesor: Jerónimo Suárez Maldonado |
| Predecesor: García de Loaysa y Mendoza | Obispo de Osma 1532 - 1539    | Sucesor: Pedro Álvarez de Acosta   |